# Tautologisches Bündel
In den mathematischen Gebieten der Topologie und Geometrie ist das tautologische Bündel auf einem projektiven Raum ein Objekt, das jedem Punkt die Gerade zuordnet, aus der er entstanden ist.

## Definition
Das tautologische Bündel über einem projektiven Raum {\displaystyle \mathbb {P} (V)} zu einem Vektorraum {\displaystyle V} ist das Geradenbündel, dessen Faser in einem Punkt {\displaystyle x\in \mathbb {P} (V)} der {\displaystyle x} entsprechende eindimensionale Unterraum von {\displaystyle V} ist. Es ist ein Unterbündel des trivialen Bündels {\displaystyle \mathbb {P} (V)\times V}.
Analog lässt sich auf der Graßmannschen der {\displaystyle k}-dimensionalen Unterräume eines Vektorraumes das tautologische Bündel definieren; es ist ein Vektorbündel vom Rang {\displaystyle k}.

## Eigenschaften
- Die Picardgruppe der Geradenbündel auf {\displaystyle \mathbb {P} (V)} ist unendlich zyklisch, und das tautologische Bündel ist ein Erzeuger.
- Die Garbe der Schnitte des tautologischen Bündels ist invers zu Serres Twistinggarbe {\displaystyle {\mathcal {O}}(1)}.